# Беер-Тувія (регіональна рада)
Беер-Ту́вія (івр. מועצה אזורית בְּאֵר טוּבְיָה, Моаца́ азорі́т Бее́р-Ту́вія) — регіональна рада в Південному окрузі Ізраїлю. Створена в 1950 році й об'єднує 23 поселення різних типів. 

## Історія
У 1888 році група вихідців з Бесарабії за підтримки барона Ротшильда придбала 560 гектарів землі західніше арабського селища Кастіна та заснувала еврейське поселення Беер-Тувія. Через віддаленість від інших поселень та суперечки з представниками Ротшильда більшість з поселенців залишили новостоворене селище. Після кількох невдалих спроб заснувати постійне поселення, в 1930 році групі із 44 родин вдалося відновити селище. Також, ще до проголошення незалежності Ізраїлю, були створені поселення Біцарон (1935 р), Кфар-Варбург (1939 р.) та Хацор-Ашдод (1946 р). Після Війни за незалежність у 1949 році на землях колишніх арабських селищ було створено ще дев'ять поселень. Того ж року вони були об'єднані у тимчасову, а з 1950 року у постійну регіональну раду. Ще 13 поселень було створено протягом 1950—1954 років. 

## Поселення
| Поселення                | Тип              | Населення (2021 р.) | Засноване |
| ------------------------ | ---------------- | ------------------- | --------- |
| Авігдор אביגדור          | мошав            | 806                 | 1950 р.   |
| Азрікам עזריקם           | мошав            | 1530                | 1950 р.   |
| Аругот ערוגות            | мошав            | 1145                | 1949 р.   |
| Ахва אחווה               | общинне селище   | 279                 | 1949 р.   |
| Бейт-Езра בית עזרא       | мошав            | 1104                | 1950 р.   |
| Беер-Товія באר טוביה     | мошав            | 1294                | 1930 р.   |
| Біцарон ביצרון           | мошав            | 1248                | 1935 р.   |
| Гіваті גבעתי             | мошав            | 1071                | 1950 р.   |
| Езер עזר                 | общинне селище   | 810                 | 1966 р.   |
| Емунім אמונים            | мошав            | 1011                | 1950 р.   |
| Інон ינון                | мошав            | 1215                | 1952 р.   |
| Канот כנות               | молодіжне селище | 441                 | 1952 р.   |
| Кфар-Ахім כפר אחים       | мошав            | 892                 | 1949 р.   |
| Кфар-Варбург כפר ורבורג  | мошав            | 1161                | 1939 р.   |
| Неве-Мівтах נווה מבטח    | мошав            | 690                 | 1950 р.   |
| Нір-Банім ניר בנים       | мошав            | 726                 | 1954 р.   |
| Орот אורות               | мошав            | 472                 | 1952 р.   |
| Сде-Узіягу שדה עוזיהו    | мошав            | 1586                | 1950 р.   |
| Талмей-Єхіель תלמי יחיאל | мошав            | 1021                | 1949 р.   |
| Тіморім תימורים          | мошав            | 743                 | 1954 р.   |
| Хацав חצב                | мошав            | 1517                | 1950 р.   |
| Хацор-Ашдод חצור אשדוד   | кібуц            | 673                 | 1946 р.   |
| Штулім שתולים            | мошав            | 2176                | 1950 р.   |